# 듀스 (음악 그룹)
듀스(DEUX)는 김성재, 이현도로 구성된 대한민국의 남성 힙합 듀오였다.
고등학교 시절부터 친구 사이인 그들은 1993년부터 방송 활동을 하였다. 이후 1995년까지 3장의 정규 앨범과 1장의 리믹스 앨범을 내고 해체하였는데  철이와 미애 멤버 중 한 명인 미애(본명 김미애)가 여성 멤버 물망에 한때 거론됐으나 고사했다.
'현진영과 와와' 출신답게 뛰어난 춤 솜씨는 물론 백댄서 출신이라는 핸디캡을 넘어서는 뛰어난 음악 실력과 오랜 외국 생활로 익힌 스타일리쉬한 패션으로 트렌드 세터(Trend Setter)다운 앞서나가는 패션을 선보였다. 댄스 음악을 하는 팀으로서는 이례적으로 대중의 인기는 물론 음악 마니아와 동료 가수들에게까지도 음악성을 인정받기도 했다. 또한, 활동 당시에는 물론 해체 후 지금까지도 "듀시스트(DEUXIST)"로 불리는 수많은 마니아 집단을 형성하며 여전히 높은 인기를 구가하고 있다.
멤버 이현도는 보컬과 랩을 맡았고 대부분의 노래를 작사·작곡·편곡하였으며, 김성재 역시 보컬과 랩을 맡았으며 팀의 댄스와 스타일을 맡았다. 대한민국 최초의 완벽한 각운을 구사하였고 비트박스와 DJ의 스크래치, 현란한 비보잉은 물론 앨범 자켓 속에서 보여준 그래피티 등 힙합의 4대 요소를 완벽히 보여주었다. 그들은 한국 최초의 100% 랩곡을 선보이는 등 한국 힙합 역사에 있어 서태지와 아이들, 현진영과 더불어 선구자적인 역할을 완벽히 수행하였다. 하지만 그들은 서태지와 아이들, 현진영과는 다르게 흑인 음악의 범주안의 뉴잭스윙, 힙합, 재즈, 펑크(Funk), R&B와 같은 다양한 장르의 음악을 발표하며, 흑인 음악을 한국적으로 개량 발전시켰다. 또한 그들은 앞선 음악 뿐 아니라 남들이 소화하기 힘들었던 세련된 패션을 선보이기도 하였다. 헐렁한 힙합 바지와 세련된 프린팅의 티셔츠는 물론이고 그들이 직접 디자인한 다양한 스타일의 멋스런 옷을 선보이며 당시는 물론 지금까지도 패션의 트렌드 세터로서의 모습을 보이고 있다. 그들의 이러한 행보들은 지금도 주석, 휘성, 김종국, 빅뱅 등 장르를 망라한 수많은 후배 아티스트들에게 영향을 끼쳤다. 1994년에 발표 한 '여름 안에서'는 서연, 싹쓰리, 클라씨가 리메이크했다.

## 이전 구성원
| 이름   | 소개 |
| ------ | --- |
| 김성재 | - 이름: 김성재 (Kim Sung-Jae, 金成宰) - 생년월일: 1972년 4월 18일(52세) - 출생지: 대한민국 서울특별시 - 사망일: 1995년 11월 20일(23세) - 사망지: 대한민국 서울특별시 서대문구 홍은동 - 학력: 한양대학교 관광학과 졸업 - 포지션: 리더, 리드보컬, 랩, 패션 스타일, 안무 - 활동기간: 1993년 ~ 1995년 |
| 이현도 | - 이름: 이현도 (Lee Hyun-Do) - 생년월일: 1972년 9월 5일(52세) - 출생지: 대한민국 서울특별시 - 학력: 안양예술고등학교 문예창작과 졸업 - 포지션: 메인보컬, 랩, 작사, 작곡 등 - 활동기간: 1993년 ~ 1995년                                                                                            |

## 앨범

### 정규앨범
| 앨범 번호 | 앨범 정보                                        | 트랙 리스트 |
| --------- | ------------------------------------------------ | --- |
| 1         | DEUX - 발매일: 1993년 4월 23일                   | 1. 듀스의 Theme (~Intro) 2. 나를 돌아봐 3. 알고 있었어 4. 나의 바보같은 이야기 5. 매일 항상 언제나 6. 세상속에서......그댄 7. 이제 8. 나를 돌아봐 (Inst.) |
| 2         | Deuxism - 발매일: 1993년 12월 30일               | 1. Here We Come! (Intro) 2. 그대 지금 다시 3. 무제(無題) 4. 빗 속에서 5. Go! Go! Go! (With H2O) 6. 힘들어 7. 개성 8. 그때 9. 약한 남자 10. 또 하나의 슬픔 11. 우리는 12. 너만을 위한 13. 난 |
| 3         | RHYTHM LIGHT BEAT BLACK - 발매일: 1994년 9월 9일 | 1. 여름 안에서 2. 약한 남자 (Mo'Rhythm ver.) 3. 무제 (Hard Core ver.) 4. 알고 있었어 (Song ver.) 5. Time 2 Wreck (With Ness) 6. 우리는 (Power Up ver.) 7. 또 하나의 슬픔 (inst.) (Piano By 배정은) 8. 떠나버려! 9. 약한 남자 (Wow Wow ver.) 10. 영원의 노래 11. 나를 돌아봐 (House ver.) 12. 영웅에게 13. Go! Go! Go! (2 Heavy ver.)(With H2O) 14. 우리는 (Club Mix) |
| 4         | Force Deux - 발매일: 1995년 4월 13일             | 1. Force Deux (intro) 2. 굴레를 벗어나 (Mo Funk ver.) 3. 다투고 난 뒤 4. 상처 5. 의식혼란 (意識魂亂) 6. Nothing But A Party 7. 너에게만 8. 이제 웃으며 일어나 9. Message 10. In The Mood 11. 반추 (反芻) 12. 사랑하는 이에게 13. 굴레를 벗어나 (Tuff Puff ver.) 14. Outro                                                                                            |

### 라이브앨범
- 《LIVE 199507151617》 (1995년)

### 베스트앨범
- 《BEST》 (1996년) - 음반사 측에서 듀스 멤버들과 아무런 사전 합의도 하지 않은 채 출시한 앨범. 팬들은 이 앨범을 듀스의 Discography에 포함시키지 않고 있다.
- 《DEUX FOREVER》(Double Album, 1997년) - 듀스의 마지막 앨범이자, 그들의 최초이자 최후의 마지막 베스트 엘범이다. 그들의 미발표곡인 '사랑, 두려움'이 수록되어 있다. 이 곡은 애초에 김성재의 첫 번째 솔로음반의 타이틀곡으로 녹음을 진행하던 중 성대결절로 인해 녹음이 중단되었다. 이후 김성재의 솔로음반의 성공 후 계획 중이던 듀스 4집 정규앨범의 타이틀곡으로 내정되어 있었다. Producer인 D.O(이현도)는 생전에 녹음된 김성재의 목소리와 이현도 자신이 새롭게 녹음한 목소리를 합쳐 듀스의 마지막 곡을 멋지게 완성하였다. 또한 김성재의 솔로곡인 "말하자면"을 비롯한 <<DEUX FOREVER>>음반에 수록된 전곡을 "사랑, 두려움"과 같은 방식으로 재편곡 및 재녹음하는 열성을 보이기도 했다.또한 이번 베스트앨범의 수익금의 일부를 故김성재의 유족에게 기부하였다.

### 헌정앨범
2013년 듀스의 데뷔 20주년을 맞이하여 뮤지, 버벌진트, 신사동 호랑이, 용감한형제, 유건형, 이단옆차기 등 2013년 한국음악씬에서 가장 핫한 프로듀서들이 주축이 되어 한국 흑인음악의 산역사인 듀스를 헌정하는 앨범이 기획, 추진중에 있다. 2013년 8월에 공개됐다. 걸스데이 소진이 부른 '여름 안에서'가 1집으로, 9월에는 에일리 등이 참여한 '떠나버려'가, 마지막으로 10월에는 긱스의 '우리는'을 리메이크되어 발표하였다.

### 광고
- 1994년 삼성전자 CD OK
- 1994년 삼성전자 미니미니

### 가요 프로그램 1위
| 연도            | 수상 내역 (총 6회) |
| --------------- | --- |
| 1994년 (총 2회) | - 우리는 (총 2회) - 5월 22일 SBS 《TV가요20》 1위 - 5월 29일 SBS 《TV가요20》 1위 (2주 연속)                                                                        |
| 1995년 (총 4회) | - 굴레를 벗어나 (총 4회) - 6월 11일 SBS 《TV가요20》 1위 - 6월 18일 SBS 《TV가요20》 1위 - 6월 25일 SBS 《TV가요20》 1위 - 7월 16일 SBS 《TV가요20》 1위 (통산 4주) |